# Amal Kumar Rajčaudhuri
Amal Kumar Rajčaudhuri [amál kúmar rajčaudhúri] (bengalsko অমল কুমার রায়চৌধুরী), indijski fizik in kozmolog, * 14. september 1923, Barisal, Vzhodna Bengalija, Indijske province (sedaj Bangladeš), † 18. junij 2005.
Rajčaudhuri je najbolj znan po svojem delu iz relativistične fizikalne kozmologije, še posebej po njem imenovani enačbi:
{\displaystyle {\frac {\mathrm {d} \theta }{\mathrm {d} s}}+{\frac {\theta ^{2}}{3}}=R_{ik}u^{i}u^{k}-2\sigma ^{2}+2\omega ^{2}-\left[{\frac {\mathrm {d} u^{k}}{\mathrm {d} s}}\right]_{;k}\!\,,}
ki predstavlja glavno sestavino dokazov Penrose-Hawkingovih izrekov o singularnostih iz splošne teorije relativnosti:
Ker njegov dosežek predstavlja enega od najodločilnejših korakov pri razvoju tega področja, ga imajo za enega najpomembnejših indijskih fizikov. Štejejo ga ob bok: Džagadiša Boseja, Ramana, Satjendre Boseja in Sahe. Ljubkovalno so ga imenovali kar AKR. Že v času življenja je postal legenda. Več njegovih študentov je sedaj priznanih znanstvenikov.:1

## Življenje in delo
Rodil se je v Barisalu, ki je pozneje postal del Bangladeša, v vaidja-brahmanski družini. Njegov oče je bil učitelj matematike na šoli v tedanji Kalkuti. Po magisteriju leta 1945 na Univerzi v Kalkuti je Rajčaudhuri štiri leta preživel ob eksperimentalnem delu. V tem času je deloval v popolni osami in se je samostojno naučil diferencialne geometrije in splošne teorije relativnosti, izredno težki matematični in fizikalni področji. V letu 1952 je sprejel raziskovalno delo pri Indijski zvezi za gojitev znanosti (IACS), vendar je bil razočaran, saj je moral delovati na področju značilnosti kovin, ne pa splošne teorije relativnosti, ki je tedaj še niso imeli za del glavnega toka fizike. Navkljub tem neugodnim pritiskom je lahko leta 1954 izpeljal in objavil pomembno enačbo, ki so jo nekaj let kasneje imenovali po njem.
Nekaj let kasneje, ko je izvedel, da so njegov članek iz leta 1955 zelo cenili ugledni fiziki in astronomi, kot sta Jordan in Heckmann, se je Rajčaudhuri dovolj opogumil in predložil doktorsko dizertacijo, tako da je leta 1959 doktoriral. Njegovo dizertacijo je zelo visoko ocenil Wheeler.:2
V letu 1961 je kot profesor začel poučevati na fakulteti svoje matične univerze, na Predsedstvenem kolidžu v Kalkuti. Pred izpeljavo svoje enačbe je objavil enega od prvih člankov o kondenzaciji snovi v razširjajočem se Vesolju. V drugem članku je obravnaval vprašanje Schwarzschildove singularnosti, za katero so tedaj verjeli, vključno z Einsteinom, da je nedosegljiva. Rajčaudhuri je skonstruiral nestatično rešitev sesedanja in pokazal, da ni nobenih ovir za nastanek takšnega pojava. Schwarzschildov polmer je nesingularen, vendar obstaja resnična fizikalna singularnost, ko se polmer približuje proti nič, kjer ukrivljenost prostor-časa divergira.:1-2
Njegovega dela v Indiji niso prepoznali vse do leta 1972, ko se je v Indijo vrnil Narlikar. Tedaj je Rajčaudhuri postal zelo znan znanstveni heroj. Kmalu po njegovi smrti sta ustanovi Meduniverzitetno središče za astronomijo in astrofiziko (IUCAA) in Vigjan Prasar (VP) dokončali dokumentarni film o njegovi znanstveni poti.:1